# Caras y Caretas

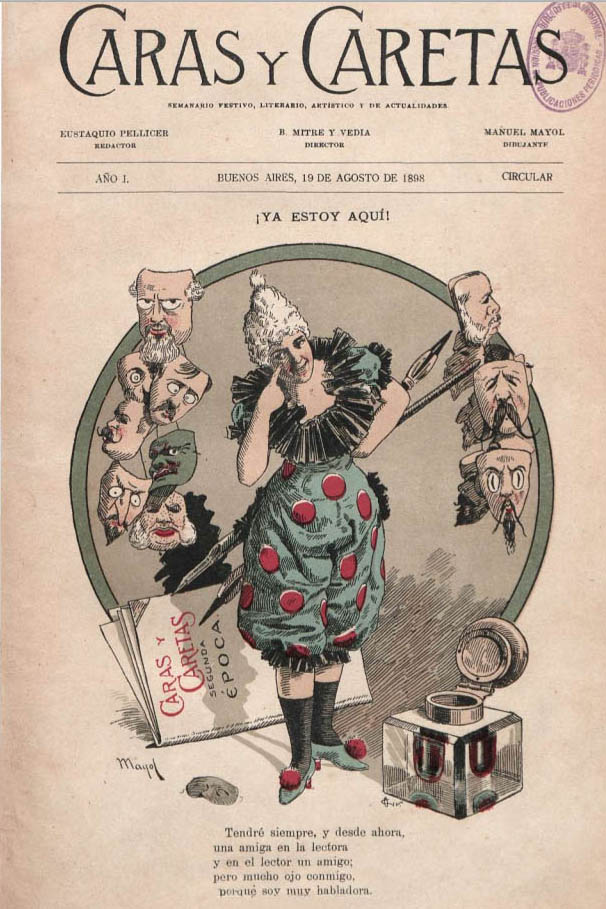
Capa da edição número 1, 1898.

Caras y Caretas, conhecida revista semanal argentina de interesse geral, editada de 1898 a 1941. Houve uma versão anterior publicada em Uruguai entre 1890 e 1897, e duas versões argentinas posteriores com o mesmo nome, em 1982 e em 2005.

## Digitalização
Em 2015, a Hemeroteca Digital da Biblioteca Nacional de España passou a digitalizar a revista.